# Stadio Richards Bay
Lo Stadio Richards Bay è uno stadio multiuso situato a Richards Bay, nella provincia del KwaZulu-Natal in Sudafrica.
Ospita le partite casalinghe dei Richards Bay e ha una capienza di 8 000 posti.

## Storia
Originalmente era utilizzato dal Thanda Royal Zulu durante la loro permanenza in massima divisione.
Nel settembre 2021, il comitato disciplinare della Premier Soccer League ha vietato al Richards Bay FC di utilizzare il campo per un periodo di due anni, a causa della scarsa manutenzione del complesso. Al 2024 i lavori di riqualificazione dell'impianto sportivo non sono ancora terminati.
Oltre al calcio, lo stadio può ospitare eventi di altri sport comunitari, come il Rugby e l'Atletica. Rientra nel complesso dell'uMhlathuze Sports.